# Дом-музей И. А. Бунина (Воронеж)
Дом-музей И. А. Бунина — учреждение культуры литературно-исторического профиля в городе Воронеж. Экспозиция посвящена русскому писателю И. А. Бунину (1870—1953). Находится по адресу проспект Революции, д. 3. Входит как подразделение в структуру Воронежского областного литературного музея им. И. С. Никитина.

## История

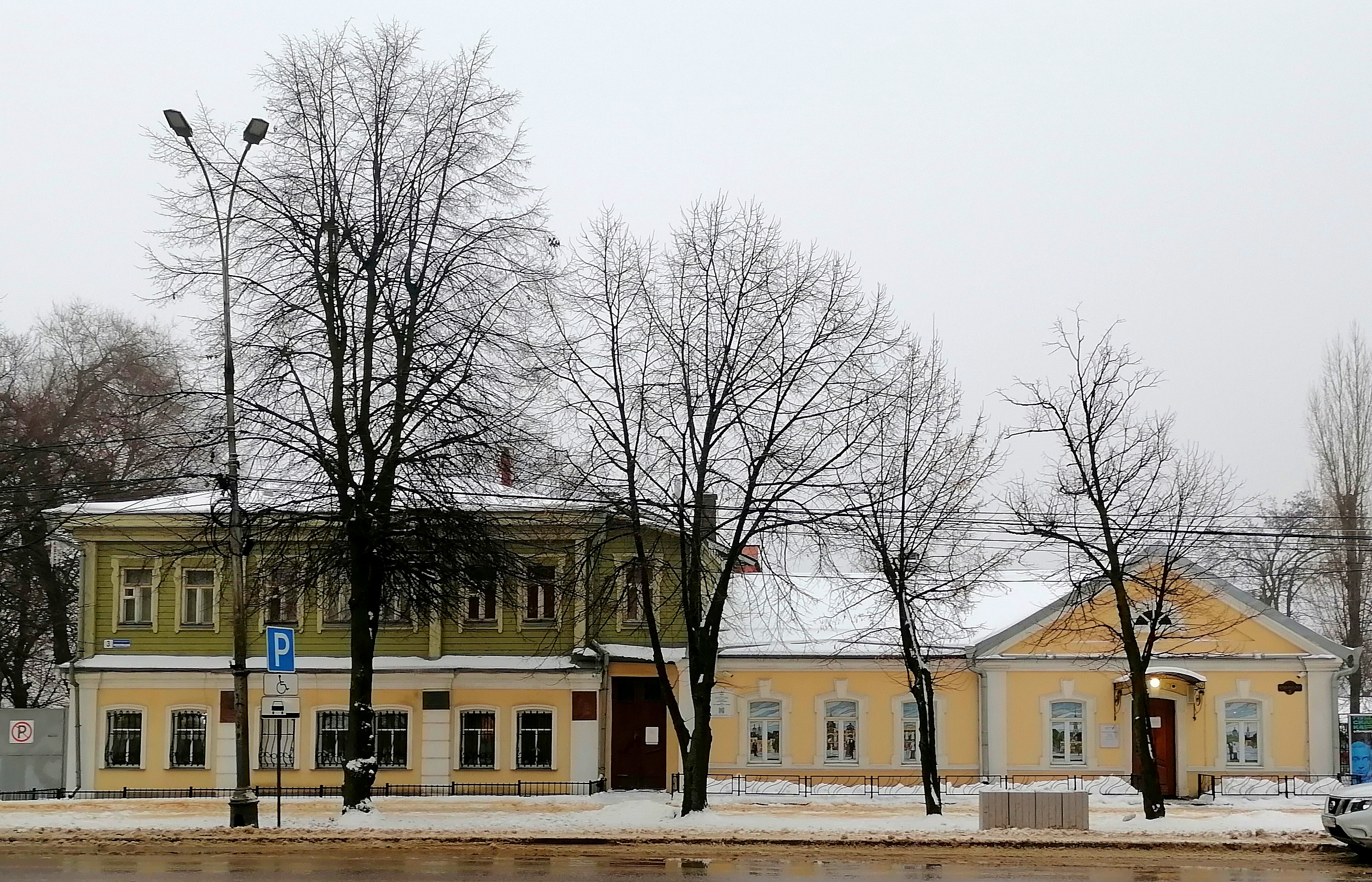
Комплекс домов №3

Музей открыт 22 сентября 2020 года, к 150-летию со дня рождения писателя, в южном флигеле бывшей усадьбы «губернской секретарши» А. Е. Германовской, сдававшей квартиры в наём. С сыном Иваном Бунины прожили здесь почти четыре года. Доказательство связи усадьбы с великим писателем потребовало больших усилий общественности.
Усадьба является одной из старейших сохранившихся усадеб Воронежа с характерными чертами строений первой половины XIX века. Считается, что здесь в 1870 году родился Иван Алексеевич Бунин.
Усадьба была построена поручиком Бернодаки в середине XIX века, она включала главный деревянный дом и два флигеля по его обеим сторонам.
Германовская приобрела усадьбу в 1865 году, но уже в 1872 году усадьба перешла к А. С. Фетисовой, перестроившей дом в двухэтажный, обложившей флигели кирпичом и соединив дом с южным флигелем. Ещё через 20 лет владелицей усадьбы стала М. К. Федорова, устроившая в ней бакалейную лавку. Лавка проработала до 1913 года, когда владельцем дома стал известный воронежский общественный деятель юрист С. А. Петровский. Сын С. А. Петровского жил там до 1980 года, он по завещанию передал флигель областному краеведческому музею. Главный дом чудом уцелел во время боёв за город в годы Великой Отечественной войны, но северный флигель был разрушен при обстрелах, южный — сильно пострадал. Дом и усадьба реконструированы. При реконструкции были использованы эскизы проекта 1873 года, работы были проведены в 1989 году (деревянные, обложенные кирпичом, стены были заменены на кирпичную кладку, каменный сводчатый подвал старого дома был сохранён). В 1989 году здания заняла областная Государственная инспекция охраны историко-культурного наследия. С 2006 года по 2016 год здесь работала редакция журнала «Подъем». В 2016 году здание было предоставлено Литературному музею имени И. С. Никитина.
Мемориальная доска И. А. Бунину установлена в 1990 году. Главный дом прежней усадьбы в настоящий момент дом находится в частном владении.

## Экспозиция
Экспозиция музея занимает два зала.

### Зал № 1
Общая тема экспозиции этого зала — «Россия как дом». Объединённые этой темой экспонаты знакомят посетителей с родословной писателя, его литературными интересами, особенностями становления личности и главными темами его произведений, он описывал своё детство, семью родителей, природу и русскую деревню, национальный характер русских людей, взаимоотношения мужчины и женщины…

### Зал № 2
Революционные события 1917 года в России вынудили писателя покинуть родину.
Экспонаты второго зала под общей темой «Россия далёкая и близкая» рассказывают о последних годах жизни И. А. Бунина перед отъездом из России и годам в эмиграции.
Среди экспонатов подлинные, подаренные Галиной Арбузовой, падчерицей писателя Константина Паустовского, принадлежавшие Бунину вещи, — охотничья сумка, несколько писем и книги с автографами (в частности литературный сборник «Друкарь» с произведениями и автографами Льва Толстого, Антона Чехова, Фёдора Шаляпина, Викентия Вересаева, Николая Златовратского, Бориса Зайцева, Евгения Чирикова, Николая Крашенинникова, Александра Серафимовича, Николая Телешева, Ивана Данилина, Скитальца, Сергея Семёнова, Александра Фёдорова, Ивана Белоусова, Фёдора Гаврилова, Петра Нилуса), семейная библия. На стенах музея вывешены картины знакомых писателю художников Петра Нилуса и Евгения Буковецкого. Мультимедийная составляющая позволяет посетителям познакомиться с видеосюжетами по темам: «Детство», «Окаянные дни», «Рождение рукописи», «Путешествия». Музыкальные композиции дополняют экскурсии особым звучанием и эмоциональностью. На интерактивном сенсорном экране писательского стола можно читать бунинские письма, оригиналы которых хранятся в фондах музея.
Творчество Бунина получило признание за границей, о  чём свидетельствует представленный в экспозиции этого зала диплом нобелевского лауреата.

### Музейный дворик
Художник А. А. Ворошилин создал выставку-инсталляцию «Поэтический сад Бунина» с уникальными арт-объектами из металла и стекла, воплотив в них образы самого писателя, любимой темы его произведений — антоновских яблок, его литературных произведений. Неповторимо и максимально функционально дом и дворик соединены выставкой в единое целое.

## Галерея

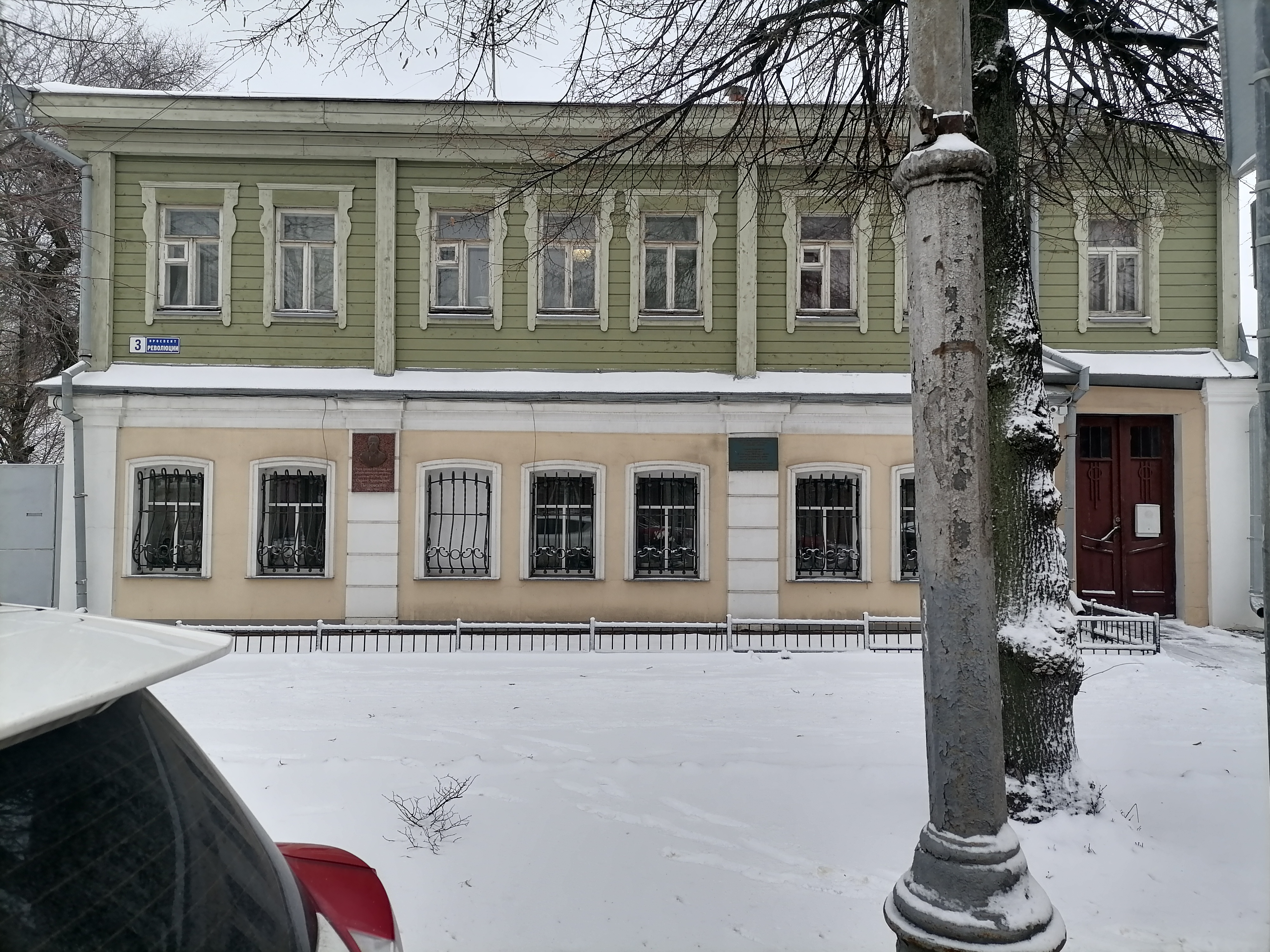
д. 3
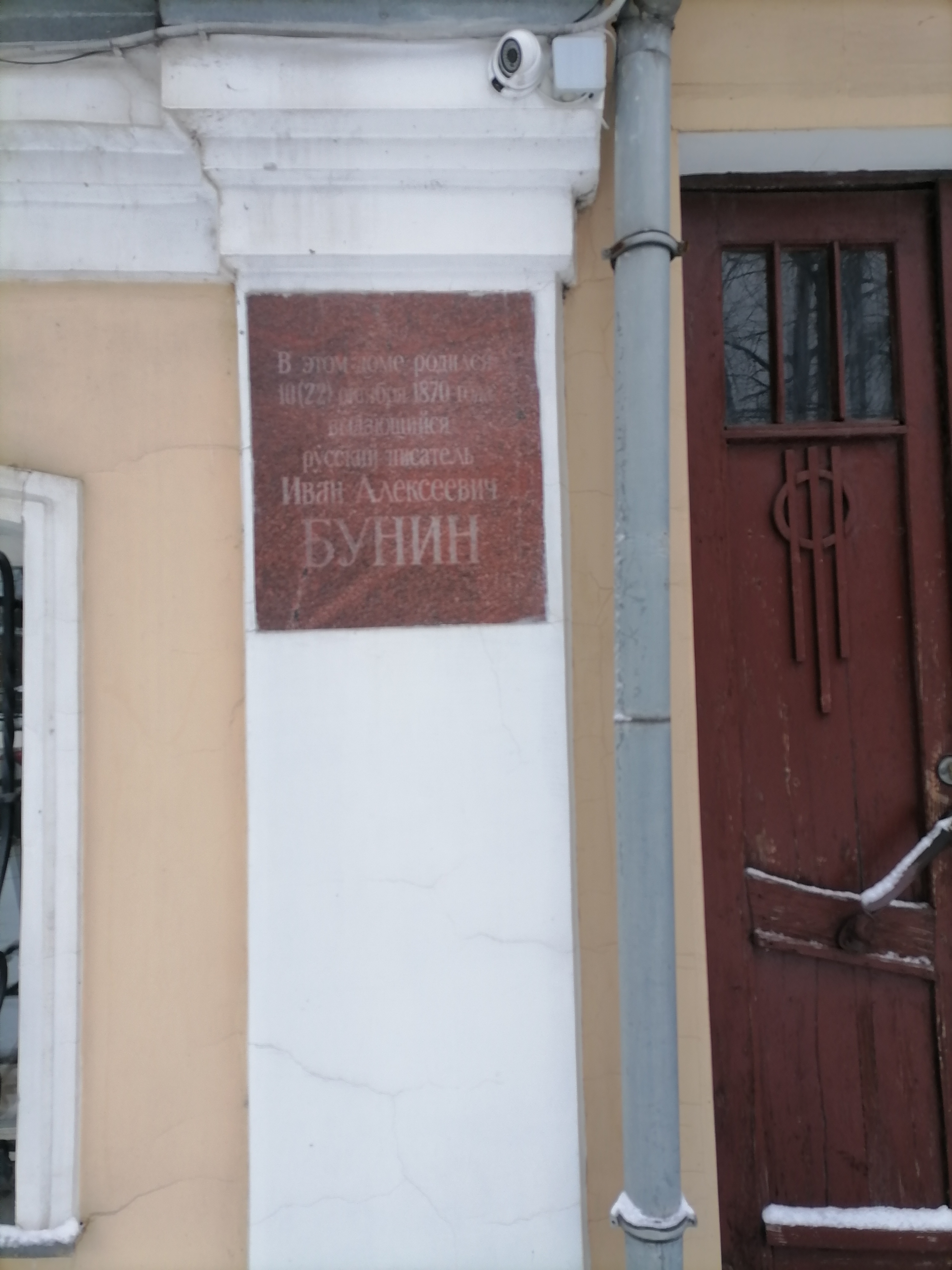
Мемориальная доска Бунину
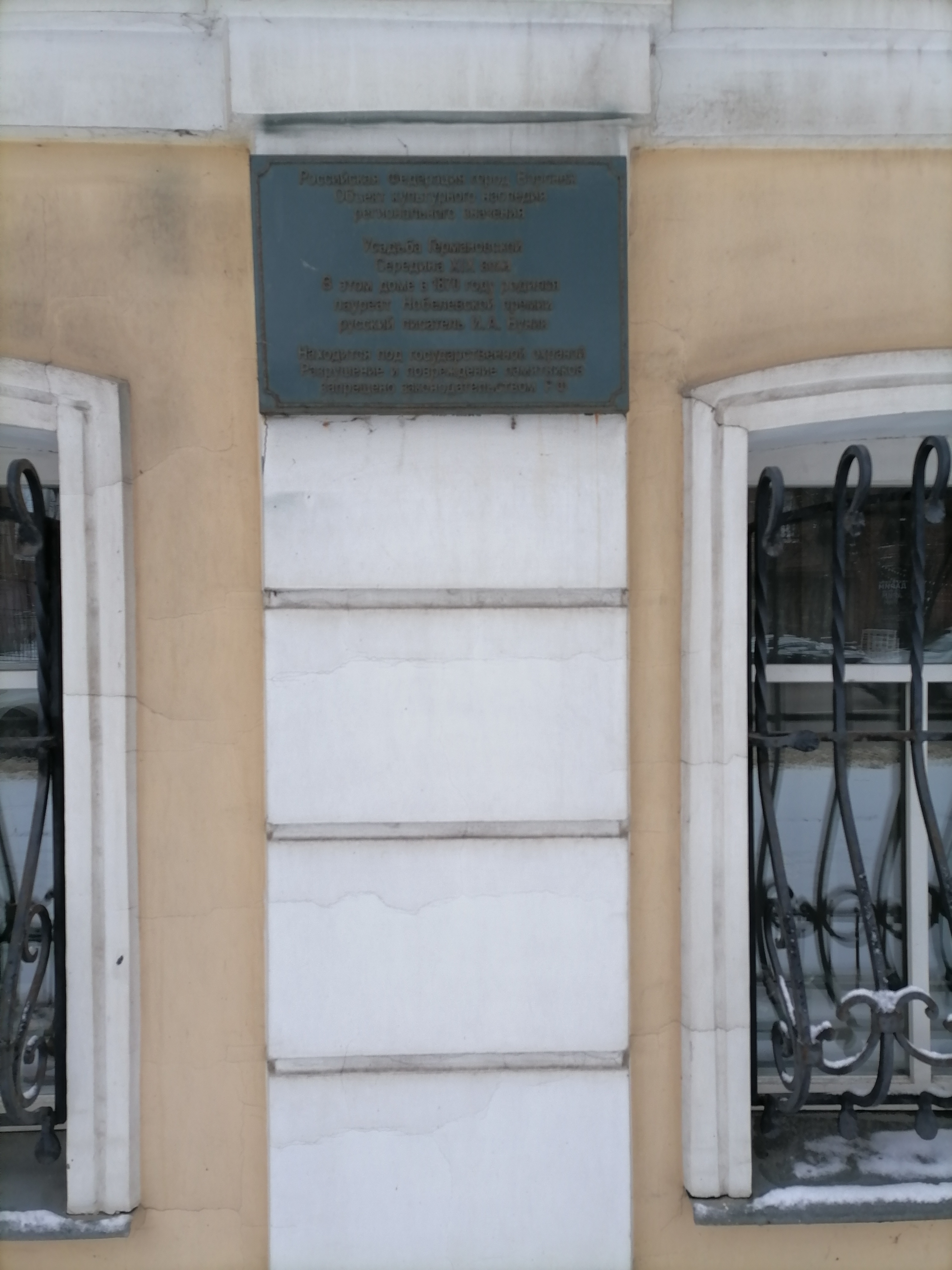
Мемориальная доска «Усадьба Германовской»
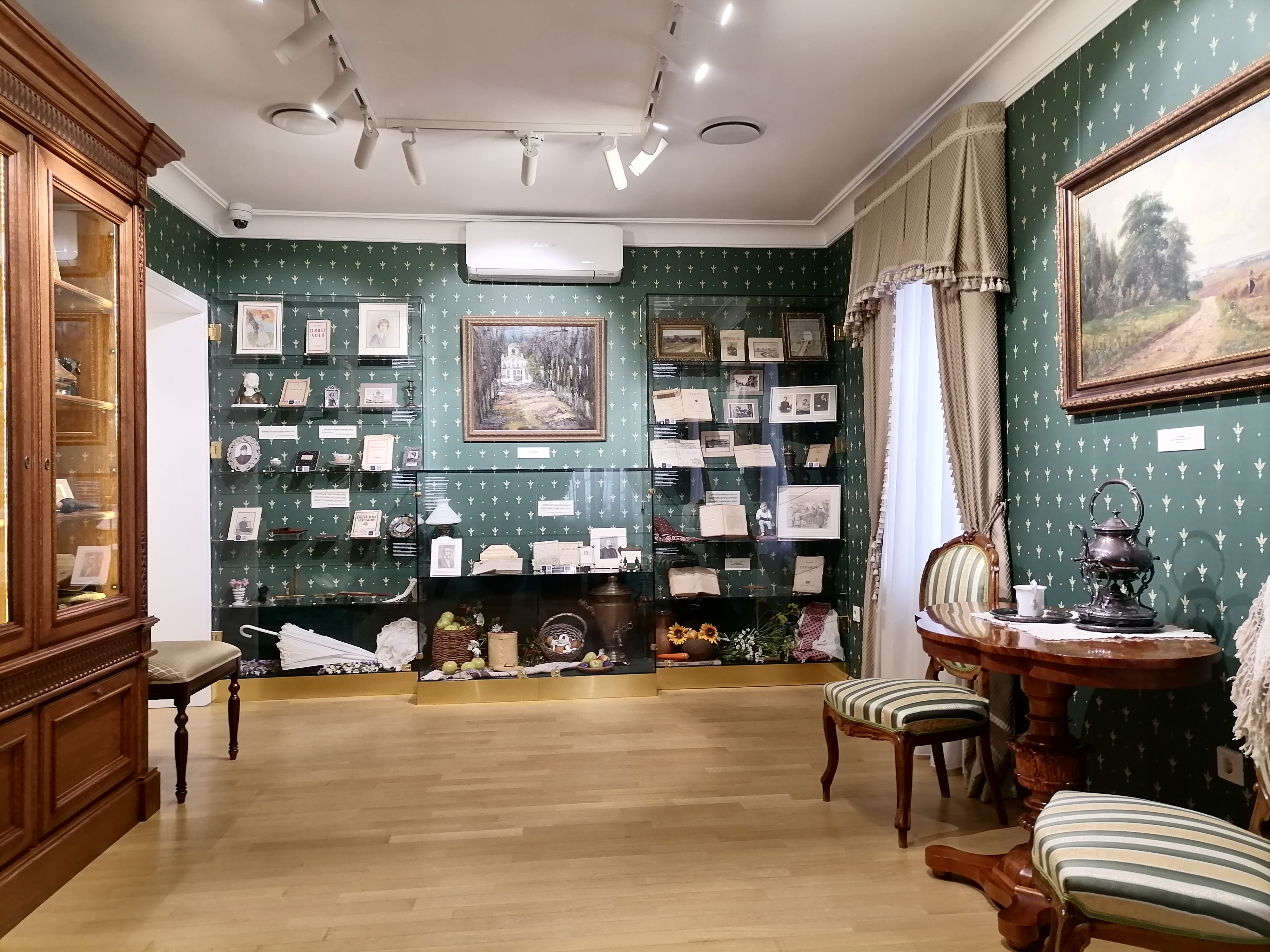
В первом зале музея